# آتاناسف ۳۵۴۶
سیارک ۳۵۴۶ (به انگلیسی: 3546 Atanasoff، نامگذاری:1983SC) سه هزار و پانصد و چهل و ششمین سیارک کشف شده‌است که در ۲۸ سپتامبر ۱۹۸۳ کشف شد.
قدر مطلق سیارک برابر ۱۲٫۷۰ است.
این سیارک به نام جان آتاناسف از پیشگامان کامپیوتر نام‌گذاری شده است.